# Андреа Белотті
Андреа Белотті (італ. Andrea Belotti; нар. 20 грудня 1993, Кальчинате) — італійський футболіст, нападник клубу «Рома».

## Клубна кар'єра
Народився 20 грудня 1993 року в місті Кальчинате. Вихованець юнацької команди «Грумеллезе», з якої 2006 року перейшов в академію «АльбіноЛеффе».
У першій команді дебютував 2011 року, проте за перший сезон 2011/12 зіграв лише у 8 матчах чемпіонату, забивши 2 голи. Проте команда зайняла останнє 22 місце в Серії В і понизилась у класі. Там Белотті став основним гравцем і одним з головних бомбардирів команди, забивши 12 голів у 31 матчі.
Своєю грою за цю команду привернув увагу представників тренерського штабу клубу «Палермо», до складу якого приєднався влітку 2013 року на правах спільного володіння. За підсумками сезону 2013/14 Андреа забив 10 голів у 24 матчах Серії В і допоміг команді зайняти 1 місце та вийти в Серію А. Після цього клуб зі столиці Сицилії викупив контракт гравця, проте провів він в команді ще лише один сезон, забивши 6 голів в 38 матчах чемпіонату.
До складу «Торіно» приєднався в серпні 2015 року за 7,5 млн євро. Відтоді встиг відіграти за туринську команду повноцінних сім сезонів, забивши у футболці «гранатових» 100 м'ячів в Серії А. 
У серпні 2022 року на правах вільного агента підписав контракт із «Ромою».

## Виступи за збірні
2012 року виступав у складі юнацької збірної Італії, взяв участь у 6 іграх на юнацькому рівні, відзначившись 2 забитими голами.
Протягом 2012—2015 років залучався до складу молодіжної збірної Італії. На молодіжному рівні зіграв у 27 офіційних матчах, забив 13 голів. Брав участь у молодіжному Євро-2015, де італійці не змогли подолати груповий етап.
З 2016 року став гравцем національної збірної. За 6 років у футболці «скуадри адзури» провів за неї 44 матчі, в яких відзначився 12-ма голами. Із збірною Італією став чемпіоном Європи-2020.

## Статистика виступів

### Статистика клубних виступів
| Сезон                    | Команда                  | Чемпіонат                | Чемпіонат | Чемпіонат | Національний кубок | Національний кубок | Національний кубок | Континентальні кубки | Континентальні кубки | Континентальні кубки | Інші змагання | Інші змагання | Інші змагання | Усього | Усього |
| Сезон                    | Команда                  | Ліга                     | Ігор      | Голів     | Ліга               | Ігор               | Голів              | Ліга                 | Ігор                 | Голів                | Ліга          | Ігор          | Голів         | Ігор   | Голів  |
| ------------------------ | ------------------------ | ------------------------ | --------- | --------- | ------------------ | ------------------ | ------------------ | -------------------- | -------------------- | -------------------- | ------------- | ------------- | ------------- | ------ | ------ |
| 2011–12                  | «АльбіноЛеффе»           | B (ІІ)                   | 8         | 2         | КІ                 | 0                  | 0                  | -                    | -                    | -                    | -             | -             | -             | 8      | 2      |
| 2012–13                  | «АльбіноЛеффе»           | 1Д (ІІІ)                 | 31        | 12        | КІ+КІ-ЛП           | 1+0                | 0                  | -                    | -                    | -                    | -             | -             | -             | 32     | 12     |
| 2013–14                  | «АльбіноЛеффе»           | 1Д (ІІІ)                 | 0         | 0         | КІ+КІ-ЛП           | 1+0                | 0                  | -                    | -                    | -                    | -             | -             | -             | 1      | 0      |
| Усього за «АльбіноЛеффе» | Усього за «АльбіноЛеффе» | Усього за «АльбіноЛеффе» | 39        | 14        |                    | 2                  | 0                  |                      | -                    | -                    |               | -             | -             | 41     | 14     |
| 2013–14                  | «Палермо»                | B (ІІ)                   | 24        | 10        | КІ                 | -                  | -                  | -                    | -                    | -                    | -             | -             | -             | 24     | 10     |
| 2014–15                  | «Палермо»                | A                        | 38        | 6         | КІ                 | 1                  | 0                  | -                    | -                    | -                    | -             | -             | -             | 39     | 6      |
| 2015–16                  | «Палермо»                | A                        | 0         | 0         | КІ                 | 1                  | 0                  | -                    | -                    | -                    | -             | -             | -             | 1      | 0      |
| Усього за «Палермо»      | Усього за «Палермо»      | Усього за «Палермо»      | 62        | 16        |                    | 2                  | 0                  |                      | -                    | -                    |               | -             | -             | 64     | 16     |
| 2015–16                  | «Торіно»                 | A                        | 35        | 12        | КІ                 | 1                  | 0                  | -                    | -                    | -                    | -             | -             | -             | 36     | 12     |
| 2016–17                  | «Торіно»                 | A                        | 35        | 26        | КІ                 | 3                  | 2                  | -                    | -                    | -                    | -             | -             | -             | 38     | 28     |
| 2017-18                  | «Торіно»                 | A                        | 32        | 10        | КІ                 | 3                  | 3                  | -                    | -                    | -                    | -             | -             | -             | 35     | 13     |
| 2018-19                  | «Торіно»                 | A                        | 37        | 15        | КІ                 | 2                  | 2                  | -                    | -                    | -                    | -             | -             | -             | 39     | 17     |
| 2019-20                  | «Торіно»                 | A                        | 36        | 16        | КІ                 | 2                  | 0                  | ЛЄ                   | 6                    | 6                    | -             | -             | -             | 44     | 22     |
| 2020-21                  | «Торіно»                 | A                        | 35        | 13        | КІ                 | 1                  | 0                  | -                    | -                    | -                    | -             | -             | -             | 36     | 13     |
| 2021-22                  | «Торіно»                 | A                        | 22        | 8         | КІ                 | 1                  | 0                  | -                    | -                    | -                    | -             | -             | -             | 23     | 8      |
| Усього за«Торіно»        | Усього за«Торіно»        |                          | 232       | 100       |                    | 13                 | 7                  |                      | 6                    | 6                    |               | -             | -             | 251    | 113    |
| 2022-23                  | «Рома»                   |                          | 31        | 0         |                    | 1                  | 1                  | ЛЄ                   | 14                   | 3                    | -             | -             | -             | 46     | 4      |
| Усього за кар'єру        | Усього за кар'єру        | Усього за кар'єру        | 364       | 130       |                    | 18                 | 8                  |                      | 20                   | 9                    |               | -             | -             | 402    | 147    |

## Титули і досягнення
- Чемпіон Європи: 2020